# Вилла Свиягина
Вилла Свиягина (укр. Вілла Свіягіна) — вилла начала XX века в стиле раннего неоклассицизма, также известна как Дача Свиягина,  в посёлке Симеиз в Крыму, расположенный по адресу ул. Советская, 39 а, возведённая в 1910—1912 году по проекту и под руководством главного зодчего Нового Симеиза, военного инженера генерал-майора Я. П. Семёнова для инженера-железнодорожника Николая Сергеевича Свиягина. Памятник градостроительства и архитектуры регионального значения. В советское время — один из корпусов детского противотуберкулёзного санатория «Юность».

## Строительство дачи
В 1906 году гражданский инженер-железнодорожник, статский советник Николай Сергеевич Свиягин приобрёл у владельца Нового Симеиза И. С. Мальцова дачные участки № 8 и № 9 площадью 1663 квадратных сажени (0,76 гектара) на западной окраине посёлка. В 1910 году, по проекту и под руководством Я. П. Семёнова, началось строительство дачи (проект фасада - внешнего вида здания - выполнил известный архитектор Н. П. Краснов), законченное в 1912 году. В архитектурном решении здания прослеживаются элементы неоклассицизма, или ретроспективизма, выраженные в стилизованных мотивах античности и раннего классицизма: aнфилады парадных залови лестниц, портики, колонные залы — всё это не вызывалось утилитарными потребностями (в парадных залах не жили) и несло некие театральные черты. Центральная доминанта здания — обрамлённый портиком с колоннами ионического ордера большой круглый зал с прямоугольными окнами почти на всю высоту фасада, а над ним была устроена открытая терраса. От террасы лестница ведёт в небольшую беседку, также с ионическими колоннами, меньшими, чем нижние. На террасу также вёл выход со второго этажа, возвышающегося только над центром здания. На северном фасаде находится вход в здание, украшенный античным портиком, а центральная часть правого крыла украшена статуями кариатид, как и на южном фасаде. От дачи до границы участка над морем ведёт крытая терраса, с глухой восточной стороной и открытой западной, с колоннадой ионического ордена и южной оконечностью с античным портиком с кариатидами. На даче было всего 10 комнат и она использовалась только для отдыха владельцев.

## Владельцы усадьбы
За всю свою историю вилла находилась в частной и государственной собственности:
Строитель и первый владелец — Свиягин, Николай Сергеевич (1856—1924) — потомственный дворянин, статский советник, инженер-путеец, выдающийся организатор строительства железных дорог в разных уголках Российской империи, знаток Дальнего Востока и Маньчжурии. Один из основателей Харбина. В 1917 году уходит со службы в Петербурге и уезжает в Крым. В 1920 году Николай Свиягин со своей супругой Александрой (Войцеховской) простились с родными и на корабле беженцев из Крыма покинули навсегда Россию. В начале через Константинополь в Неаполь, оттуда в Дубровник, где и осели. В 1924 году Николай Свиягин отозвался по запросу бывших коллег из КВЖД, которых было немало в Харбине, и отправился в Китай предположительно в командировку, где и умер в том же году. Захоронен около русского храма в центре Харбина, кладбище было уничтожено в годы культурной революции в Китае. Супруга Александра Свиягина скончалась и захоронена в Риме.
16 декабря 1920 года приказом председателя Революционного комитета Крыма были изъяты «из частного владения как разных ведомств, так и частных лиц все имения Южного берега Крыма в районе от Судака до Севастополя включительно» и передавались в ведение специально созданного Управления Южсовхоза. Вилла была национализирована и стала государственной собственностью, где позже обустроили пансионат для больных различными болезнями. Пансионат носил название «Селям», вероятно из-за того, что им занимались семья Лансере (оставшиеся в Крыму), к нему было присоединено все соседние виллы вместе с их территориями. Эта лечебница просуществовала до начала 2-й мировой войны;
Санаторий «Юность» — управлял виллой после Второй мировой войны и бывшая вилла стала главным корпусом противотуберкулезного учреждения Министерства здравоохранения Украины.
В апреле 2021 года в министерство культуры Республики Крым поступило заявление, предлагающее включить в единый государственный реестр объектов культурного наследия «садово-парковую зону с группой исторических вилл, входивших до недавнего времени в санаторий „Юность“ как единый усадебно-парковый ансамбль исторической улицы Николаевской», в том числе и дачу Свиягина. С декабря 2014 года — ГБУ "Санаторий «Юность» РФ. В настоящее время вновь в частной собственности. На 2023 год намечена капитальная реставрация всего комплекса зданий..

## Описание здания
Архитектурный ансамбль виллы (в стиле неоклассицизма) задумал царский дворцовый архитектор — Краснов Николай Петрович, а построил Яков Семенов, известный всему Симеизу, и довольно оперативно с 1912 по 1914 годы, ведь заказчиком был знакомый по ведомству железных дорог.
Двухэтажная вилла Свиягина состояла из 10 комнат, украшенных под античную ретроспективу, а вокруг дома высажены декоративные редкие саженцы, которые сформировали внутренний парковый двор.